# メトホルミン
メトホルミン（英: Metformin）は、ビグアナイド系薬剤に分類される経口糖尿病治療薬の一つである。日本での商品名はメトグルコ、メルビン（販売中止）（ともに大日本住友製薬）や:1、グリコラン錠（日本新薬）:1が先発医薬品として発売されている。後発医薬品としてはメデット（トーアエイヨー）やネルビス（三和化学）などがある。欧米の糖尿病治療ガイドラインでは、メトホルミンは薬価の安さと費用対効果から、第一選択薬に推奨されている。
メトホルミンは1961年に発売された薬物であるが、乳酸アシドーシスへの懸念から、用量が制限（最大750mg）されていた。しかし「メトホルミンの効き目が弱いのは投与量が少ないからだ」との指摘を受け、日本で改めて臨床試験を実施し、高用量（最大2,250mg）での使用が承認された。

## 作用機序
メトホルミンが、肝臓での糖新生を抑制することによって、糖尿病に効能をもつことは開発当初から知られていたが、その詳しいメカニズムについては複数の機序が考えられている。
メトホルミンを含むビグアナイド系薬の直接の標的としては、ミトコンドリアの呼吸鎖複合体Iが知られ、その活性阻害により、結果的に細胞内のAMP/ATP比を増加させて細胞内のエネルギーバランスを変化させる。
このため、主に肝細胞において、細胞内のエネルギーバランスのセンサーであるAMP活性化プロテインキナーゼ（AMPK）を介した細胞内シグナル伝達系を刺激することにより、糖代謝を改善することが示唆されている:17。また、AMPKによりリン酸化されて活性が調節される基質分子には、脂質の産生に関わる様々な因子も含まれる（アセチルCoAカルボキシラーゼ（ACC1,2）、HMG-CoAレダクターゼ、転写調節因子SREBP-1など）。
このため、メトホルミンはAMPKによる基質分子のリン酸化亢進を介し、糖新生だけでなく中性脂肪やコレステロールの合成も抑制し、脂肪肝や血中の脂質レベルの改善にも効果を示すものと考えられている。さらに、AMPKによる脂質産生抑制は結果的にジアシルグリセロール産生を抑制するため、プロテインキナーゼC（PKCε）によるインスリン受容体に対する負の制御を解除し、インスリン抵抗性を改善することも示唆されている。
一方マウスを用いた研究では、AMPKやその活性化に関わるLKB1の遺伝子を欠損させてもメトホルミンによる糖新生抑制などが見られたことから、メトホルミンの作用にはAMPKを介さない他の経路も寄与することが示唆されている。実際、ビグアナイド系薬は、グルカゴンによる血糖上昇作用（肝細胞でのグリコーゲン分解・糖新生促進作用など）に対し、AMPK非依存的に抑制作用を示すことがマウスにおいて明らかにされている。
なおその作用機序は、メトホルミンのミトコンドリアでのATP産生抑制作用により上昇した細胞内AMPが、アデニル酸シクラーゼによるサイクリックAMP（cAMP）産生に抑制的に作用することで、cAMPをセカンドメッセンジャーとするグルカゴンの細胞内シグナル伝達（プロテインキナーゼA経路）を負に制御する、というものである。
また呼吸鎖複合体I以外のメトホルミンの新たな作用標的として、2014年にミトコンドリア内膜のグリセロール-3-リン酸デヒドロゲナーゼ2（mGPD）が同定された。同報告によると、マウス、ラットを用いた実験において、メトホルミンは肝臓でmGPDを非競合的に阻害し、グリセロールリン酸シャトルを阻害する。このため細胞質側ではNAD+に対してNADHが優位となり、NAD+を利用する乳酸脱水素酵素が阻害されるため、乳酸からのピルビン酸供給が抑制される。またmGPDによるジヒドロキシアセトンリン酸の産生も減少する。
これらの結果、ピルビン酸およびジヒドロキシアセトンリン酸からの糖新生が抑制され、血糖値を低下させることが明らかとされている。このため、これまでメトホルミンの作用機序の中心と考えられたAMPKの活性化は、グリセロールリン酸シャトル抑制による内呼吸阻害の結果の一つとも考えられる。
2020年6月3日、神戸大学は、メトホルミンが大便の中にブドウ糖を排泄する作用を有することを、ヒトを対象としたPET-MRI研究で明らかにした。

## 適応症
- 2型糖尿病（インスリン非依存型糖尿病）[16]

かつてはメトグルコのみが高用量（一日2250mgまで）での処方が可能であり、グリコランおよび後発品では一日750mgまでに制限されていた。
- 多発性大腸ポリープの抑制

ヒトにおいてメトホルミンが大腸ポリープを抑制することは実証されているが、その効果の程度は限定的と見られている。一方、アセチルサリチル酸（アスピリン）については、より顕著な効果が確認されている。そこで二剤併用での臨床試験が進められているが、まだ結論は出ておらず、ヒトでの治験中である。アスピリンとの低用量での併用服用(ASAMET)による効果が期待されている。。この療法は遺伝性を含むポリポーシス（主として腺腫）（家族性大腸腺腫症）などに特に有効ではないかと考えられている。現時点(2023/03)では横浜市立大学において臨床試験が進行中である。現在のところ健康保険の適用はなく、この用法を知悉した医師からの自由診療のみが可能である。
(わかりやすい説明)
http://naisikyou.com/hongo/news/2020/asmet/asmet_index.html
http://naisikyou.com/hongo/news/2021/asamet_japan.html

## 副作用
重大な副作用とされているものは、乳酸アシドーシス、低血糖（1〜5%未満）、肝機能障害、黄疸、横紋筋融解症である。（頻度未記載は頻度不明）
- 乳酸アシドーシス（血液の酸性化。ブホルミンなどの他のビグアナイド系薬剤に比べ少ないため、肝障害・腎障害がなければ頻度は稀。日本のMORE studyでは、一例もみられなかった[22]）。

心不全、肝障害、慢性腎臓病、高齢者、アルコール多飲者では、乳酸アシドーシスが起こりやすい。
アルコールはNAD+を消費し、枯渇させる。メトホルミンも呼吸鎖複合体Iを阻害し、NAD+の供給を阻害する。結果として相加的にNAD+が枯渇し、クエン酸回路が反応できなくなる。
- 皮膚瘙痒感
- 下痢、嘔吐、嘔気、腹痛
- 3年以上の長期投与や1000mg/日以上の投与の場合、ビタミンB12欠乏症[23]

- ヨード造影剤（尿路・血管用）とビグアナイド系糖尿病薬との併用注意について（第2報）日本医学放射線学会・日本放射線専門医会/医会 合同造影剤安全性委員会 2012年4月

## エビデンス
- メトホルミンはアテローム性血栓症をもつ糖尿病患者の全死亡率を24%低下させることが報告された[24]。（Adverse CV Events with Metformin vs. Sulfonylureas の節）
- 新規に処方をされた糖尿病患者において、メトホルミンはスルホニルウレア（SU）剤と比べ、心血管イベント発症リスクが低いことが示唆された[25]。
- メトホルミン併用群とメトホルミンを含まない多剤併用群の比較では、メトホルミン群で総死亡ハザード比が24%低下していた[26]。
- 日本のメトグルコ®の添付文書では、2024年10月の時点で妊婦へのメトグルコの投与は禁忌となっている[27]。しかし、2024年の大規模コホート研究で、メトホルミンを服用した妊婦から産まれた子供に、先天性な奇形の発生は有意ではなかった、と報告された。2型糖尿病の患者の妊娠中にメトホルミンを服用できると結論している[28]。

## 研究中の分野

### 抗老化
メトホルミンはマウス、線虫、ハエにおいて特定の条件下で寿命を延ばすことが確認されている。